# フェルロイルエステラーゼ
フェルロイルエステラーゼ (feruloyl esterase) は、次の化学反応を触媒する酵素である。
フェルロイル-多糖 + H2O {\displaystyle \rightleftharpoons } フェルラ酸 + 多糖
したがって、この酵素の基質はフェルロイル-多糖と水、生成物はフェルラ酸と多糖である。
この酵素は加水分解酵素に属し、特にカルボン酸エステルに作用する。系統名は4-hydroxy-3-methoxycinnamoyl-sugar hydrolaseで、別名にferulic acid esterase、hydroxycinnamoyl esterase、hemicellulase accessory enzymes; FAE-III、cinnamoyl ester hydrolase、FAEA、cinnAE、FAE-I、FAE-IIがある。

## 構造学
2007年現在、6種の三次構造が判明しており、蛋白質構造データバンクの1USW、1UWC、1UZA、2BJH、2HL6および2IX9にコードされている。